# Empangeni
Empangeni is een plaats in de Zuid-Afrikaanse provincie KwaZoeloe-Natal, deel van de gemeente uMhlathuze. In 2011 telde Empangeni 110.000 inwoners.

## Subplaatsen
Het nationaal instituut voor de statistiek, Stats SA, deelt sinds de census 2011 deze hoofdplaats in in 29 zogenaamde subplaatsen (sub place), waarvan de grootste zijn:
Dondolo • Mangeze • Matshana • Msasandla • Ngwelezane • Nqutshini • Umhlathuze • Vulindlela.

## Geschiedenis
De stad ontstond in 1851 toen het Noors Zendingsgenootschap een station in de vallei van de rivier Mpamgeni stichtte. Het station is later naar Eshowe verschoven, maar er werd echter in 1894 op dezelfde plek een rechtbank geopend. In 1903 werd het stad verbonden met de spoorlijn van de noordkust. De eerste Eucalyptus-plantages (blauwe gomboom) werden in 1905 door de staat aangeplant, waarna de eerste suikermolen in 1913 gebouwd werd. Empangeni werd in 1931 wettelijk tot stad verklaard.

## Omgeving
Empangeni is het centrum van het district op commercieel, industrieel en communicatief vlak. Er worden grote hoeveelheden hout en suikerriet verbouwd. Het Enseleni-natuurreservaat ligt 14 km ten noordoosten van de stad. De stad ligt 160 kilometer ten noorden van Durban. 

## Geboren
- Siyabonga Sangweni, een Zuid-Afrikaanse voetbalspeler (geboren 29 september 1981)